# Stopangin (kapela)
Stopangin je rocková kapela z Pardubického kraje, která vznikla v roce 1997. Jediným původním členem z té doby je již pouze kytarista a autor četných písní Jan Rybka. Tato skupina se zpočátku nesoustřeďovala pouze na vlastní tvorbu, ale prezentovala své dovednosti i pomocí převzatých skladeb. Nyní se zabývá již výhradně vlastní muzikou. Hudbu Stopanginu lze charakterizovat jako český big beat - říznější avšak vesměs stále melodický. Stopangin se prosadil v lednu 2005 v hitparádě Českého rozhlasu Pardubice, kde získal 1. místo a i v dalších měsících se umisťoval na předních pozicích. V červnu 2017 se aktuální album "Auditor" stalo albem týdne na webu vivala.cz, který se zaměřuje na neprofesionální hudební tvorbu. Skupina  kromě východních Čech zajíždí koncertovat i do jiných částí ČR, hrála i na Slovensku. 

## Současné složení
- Miloš Klazar - zpěv
- Jan Rybka - kytara
- Miroslav Gestinger - kytara
- Pavel Sedláček- baskytary
- Václav Vávra - bicí

```
 Bývalí členové:
```

- Martin Blažek-bicí
- Rostislav Skoumal-bicí
- Petr Kouba-bicí
- Jiří Mareš-bicí
- Petr Dostál-bicí
- Libor Šimek-baskytara
- Radek Hajský-kytara
- Petr Šolar-kytara
- Jiří Švihálek-zpěv a kytara
- Martin Kouba-zpěv a Kytara

```
 Diskografie
```

- 2003 CD Stopangin
- 2010 CD Tenkrát podruhé
- 2013 CD Práce počká
- 2017 CD Auditor